# Zappa Plays Zappa
Zappa Plays Zappa es una banda de tributo al músico y compositor fallecido Frank Zappa liderada por el hijo mayor de este, Dweezil Zappa, dedicada exclusivamente a tocar música de Frank Zappa desde 2006.

## Músicos
Banda:
- Dweezil Zappa - guitarra
- Scheila Gonzalez - saxofón, flauta, teclados, voz
- Pete Griffin - bajo
- Billy Hulting - marimba, percusión
- Jamie Kime - guitarra
- Joe Travers - batería, voz
- Ben Thomas - voz

Antiguos miembros:
- Aaron Arntz - trompeta, teclados, voz

Invitado en la mayoría de conciertos de 2006:
- Napoleon Murphy Brock - voz, saxofón, flauta
- Terry Bozzio - batería, voz
- Steve Vai - guitarra

Invitado en algunos conciertos de 2007, 2008 y 2009:
- Ray White - voz, guitarra